# توبياس تومسن
توبياس تومسن (بالدنماركية: Tobias Thomsen)‏ (19 أكتوبر 1992 - ) هو لاعب كرة قدم دانمركي في مركز الهجوم. لعب مع Akademisk Boldklub ‏.

## وصلات خارجية
- توبياس تومسن على موقع قاعدة بيانات كرة القدم.إي يو (الإنجليزية)
- توبياس تومسن على موقع Soccerway.com (الإنجليزية)